# Стриє-Ксенже
Стриє-Ксенже (пол. Stryje Księże) — село в Польщі, у гміні Ласьк Ласького повіту Лодзинського воєводства.
Населення — 196 осіб (2011).
У 1975-1998 роках село належало до Серадзького воєводства.

## Демографія
Демографічна структура станом на 31 березня 2011 року:
|          | Загалом | Допрацездатний вік | Працездатний вік | Постпрацездатний вік |
| -------- | ------- | ------------------ | ---------------- | -------------------- |
| Чоловіки | 96      | 19                 | 69               | 8                    |
| Жінки    | 100     | 21                 | 55               | 24                   |
| Разом    | 196     | 40                 | 124              | 32                   |